# 天津雄獅隊
天津雄獅隊為中國棒球聯賽的創始球隊之一，主場為天津市天津道奇棒球場（觀眾席2500席，於1986年完工），球场为洛杉矶道奇队协助兴建因而得名，屬華北地區。球队有八连冠的优秀历史战绩，與日本職棒中央聯盟球隊横濱DeNA海灣之星有業務提攜的結盟關係。

## 歷年戰績
- 2002年：9勝3敗（例行賽第一名）
  - 總冠軍賽：1勝0敗（一戰定生死）
- 2003年：18勝6敗（例行賽第一名）
  - 總冠軍賽：2勝3敗（五戰三勝制）
- 2004年：21勝15敗（例行賽第一名）
  - 總冠軍賽：2勝3敗（五戰三勝制）
- 2005年：20勝10敗（例行賽第二名）
  - 總冠軍賽：0勝3敗（五戰三勝制）
- 2006年：17勝4敗（例行賽第一名）
  - 總冠軍賽：3勝0敗（五戰三勝制）
- 2007年：16勝5敗（例行賽第一名）
  - 總冠軍賽：3勝1敗（五戰三勝制）
- 2008年：19勝2敗（例行賽第一名）
  - 總冠軍賽：3勝2敗（五戰三勝制）

## 外部連結
- 天津雄獅隊在台灣棒球維基館上的頁面（繁體中文）